# Сант-Анастазия (коммуна)
Сант-Анастазия (итал. Sant'Anastasia) — коммуна в Италии, располагается в регионе Кампания, в провинции Неаполь.
Население составляет 28 990 человек (2008 г.), плотность населения составляет 1545 чел./км². Занимает площадь 18 76 км². Почтовый индекс — 80048. Телефонный код — 081.
Покровителем населённого пункта считается святой San Francesco Saverio.

## Демография
Динамика населения:

## Администрация коммуны
- Официальный сайт: http://www.comunesantanastasia.it/